# Championnats du monde d'escrime 1959
Navigation
Édition précédente Édition suivante
Les championnats du monde d'escrime 1959 se déroulent à Budapest.

## Médaillés
| Épreuves           | Or | Argent | Bronze |
| ------------------ | --- | --- | --- |
| Épée               | | | |
| Hommes individuel  | Bruno Habārovs | Allan Jay | Giuseppe Delfino                                                                                            |
| Hommes par équipes | Hongrie- Árpád Bárány - Tamás Gábor - István Kausz - József Sákovics                                                 | Union soviétique- Arnold Chernushevich - Valentin Tchernikov - Bruno Habārovs - Vitaly Chodosovski - Guram Kostava | France- Claude Bourquard - Claude Brodin - Jacques Guittet - Gérard Lefranc - René Queyroux                 |
| Fleuret            | | | |
| Hommes individuel  | Allan Jay | Claude Netter | Mark Midler                                                                                                 |
| Hommes par équipes | Union soviétique- Mark Midler - Yuriy Rudov - Yuriy Sisikin - German Sveshnikov - Viktor Zhdanovich                  | Allemagne de l'Ouest- Jürgen Brecht - Timothäus Gerresheim - Dieter Schmitt - Jürgen Theuerkauff - Manfred Urschel | Hongrie- Ferenc Czvikovszky - Mihály Fülöp - József Gyuricza - Jenő Kamuti - Kazmer Pacsery                 |
| Femmes individuel  | Emma Yefimova | Galina Gorokhova                                                                                                   | Tatyana Petrenko                                                                                            |
| Femmes par équipes | Hongrie- Katalin Juhász - Magdolna Kovács - Ildikó Rejtő - Lídia Dömölky - Györgyi Székely                           | Union soviétique- Galina Gorokhova - Emma Yefimova - Tatyana Petrenko - Valentina Prudskova - Aleksandra Zabelina  | Allemagne de l'Ouest- Helmi Höhle - Helga Mees - Heidi Schmid - Rosemarie Weiß                              |
| Sabre              | | | |
| Hommes individuel  | Rudolf Kárpáti | Tamás Mendelényi                                                                                                   | Jerzy Pawłowski                                                                                             |
| Hommes par équipes | Pologne- Emil Ochyra - Jerzy Pawłowski - Andrzej Piątkowski - Włodzimierz Wójcicki - Wojciech Zabłocki - Ryszard Zub | Hongrie- Gábor Delneky - Aladár Gerevich - Zoltán Horváth - Rudolf Kárpáti - Tamás Mendelényi - József Szerencsés  | Union soviétique- Yevgeniy Cherepovski - Lev Kouznetsov - Umyar Mavlikhanov - Yakov Rylskiy - David Tyshler |

## Tableau des médailles
| Rang | Nation               | Or | Argent | Bronze | Total |
| ---- | -------------------- | -- | ------ | ------ | ----- |
| 1    | Union soviétique     | 3  | 3      | 3      | 9     |
| 2    | Hongrie              | 3  | 2      | 1      | 6     |
| 3    | Grande-Bretagne      | 1  | 1      | 0      | 2     |
| 4    | Pologne              | 1  | 0      | 1      | 2     |
| 5    | France               | 0  | 1      | 1      | 2     |
| 6    | Allemagne de l'Ouest | 0  | 1      | 1      | 2     |
| 7    | Italie               | 0  | 0      | 1      | 1     |